# Dżamal al-Kabandi
Dżamal al-Kabandi, Jamal Al-Qabendi (arab. ‏جمال القبندي‎; ur. 7 kwietnia 1959 w Kazmie, zm. 13 kwietnia 2021) – piłkarz z Kuwejtu, reprezentant kraju.

## Kariera klubowa
Al-Kabandi w latach 1976–1994 występował w drużynie Kazma SC. Jako zawodnik Kazmy trzykrotnie zdobył Mistrzostwo Kuwejtu w sezonach 1985/86, 1986/87 i 1993/94. Również trzy razy wygrał Puchar Emira Kuwejtu w sezonie 1981/82, 1983/84 i 1989/90. Dodatkowo triumfował w rozgrywkach o Puchar Mistrzów Zatoki Perskiej w sezonie 1986/87. W 1994 zakończył karierę piłkarską. 

## Kariera reprezentacyjna
Al-Kabandi zadebiutował w reprezentacji w 1979. Uczestnik Igrzysk Olimpijskich 1980, podczas których zagrał w dwóch spotkaniach z Nigerią i Kolumbią. 
W 1982 został powołany przez trenera Carlosa Alberto Parreirę na Mistrzostwa Świata, gdzie reprezentacja Kuwejtu odpadła w fazie grupowej. Al-Kabandi wszystkie spotkanie przesiedział na ławce rezerwowych. 
Al-Kabendi był także częścią drużyny narodowej podczas Pucharu Azji 1980 (mistrzostwo), 1984 (3. miejsce) oraz 1988. Po raz ostatni w drużynie narodowej pojawił się w 1990. 
| Wybrane mecze i gole w reprezentacji | Wybrane mecze i gole w reprezentacji | Wybrane mecze i gole w reprezentacji | Wybrane mecze i gole w reprezentacji | Wybrane mecze i gole w reprezentacji | Wybrane mecze i gole w reprezentacji | Wybrane mecze i gole w reprezentacji |
| #                                    | Data                                 | Miasto                               | Przeciwnik                           | Gol                                  | Wynik                                | Rozgrywki                            |
| ------------------------------------ | ------------------------------------ | ------------------------------------ | ------------------------------------ | ------------------------------------ | ------------------------------------ | ------------------------------------ |
| 1.                                   | 21.07.1980                           | Moskwa                               | Nigeria                              |                                      | 3:1                                  | IO 1980                              |
| 2.                                   | 23.07.1980                           | Moskwa                               | Kolumbia                             |                                      | 1:1                                  | IO 1980                              |
| 3.                                   | 22.04.1981                           | Al-Chubar                            | Tajlandia                            |                                      | 6:0                                  | El. MŚ 1982                          |
| 4.                                   | 25.04.1981                           | Al-Chubar                            | Federacja Malajska                   |                                      | 4:0                                  | El. MŚ 1982                          |
| 5.                                   | 28.04.1981                           | Al-Chubar                            | Korea Południowa                     |                                      | 2:0                                  | El. MŚ 1982                          |
| 6.                                   | 18.10.1981                           | Pekin                                | Chiny                                |                                      | 0:3                                  | El. MŚ 1982                          |
| 7.                                   | 12.04.1985                           | Doha                                 | Syria                                |                                      | 0:0                                  | El. MŚ 1986                          |
| 8.                                   | 03.10.1986                           | Seul                                 | Arabia Saudyjska                     |                                      | 2:2                                  | Igrzyska Azjatyckie 1986             |
| 9.                                   | 04.10.1986                           | Seul                                 | Indie                                |                                      | 5:0                                  | Igrzyska Azjatyckie 1986             |
| 10.                                  | 03.03.1988                           | Rijad                                | Katar                                |                                      | 1:1                                  | Puchar Zatoki Perskiej               |
| 11.                                  | 05.03.1988                           | Rijad                                | Zjednoczone Emiraty Arabskie         |                                      | 0:1                                  | Puchar Zatoki Perskiej               |
| 12.                                  | 08.03.1988                           | Rijad                                | Irak                                 |                                      | 0:1                                  | Puchar Zatoki Perskiej               |
| 13.                                  | 03.12.1988                           | Doha                                 | Bahrajn                              |                                      | 0:0                                  | Puchar Azji 1988                     |
| 14.                                  | 18.10.1992                           | Kuwejt                               | Iran                                 |                                      | 1:1                                  | towarzyski                           |

## Sukcesy
Kuwejt
- Puchar Azji (2): 1980 (1. miejsce), 1984 (3. miejsce)

Kazma Sporting Club
- Mistrzostwo Kuwejtu (2): 1985/86, 1986/87, 1993/94
- Puchar Emira Kuwejtu (3): 1981/82, 1983/84, 1989/90
- Puchar Mistrzów Zatoki Perskiej (1): 1986/87